# Wołodymyr Spiridonow
Wołodymyr Mychajłowycz Spiridonow, ukr. Володимир Михайлович Спірідонов, ros. Владимир Михайлович Спиридонов, Władimir Michajłowicz Spiridonow (ur. 26 marca 1941 w obwodzie penzeńskim, Rosyjska FSRR) – ukraiński piłkarz pochodzenia rosyjskiego, grający na pozycji pomocnika, trener piłkarski.

## Kariera piłkarska
Wychowanek Szkoły Sportowej w Duszanbe. Karierę piłkarską rozpoczął w drużynie Energetiku Duszanbe. Następnie występował w klubie Pamir Leninabad. W 1968 przeszedł do Zauralca Kurgan, ale w następnym roku przeniósł się do Sielengi Ułan Ude. Potem występował w Pachtakorze Kurgonteppa, w którym zakończył karierę piłkarza.

## Kariera trenerska
Karierę szkoleniowca rozpoczął jeszcze będąc piłkarzem. W klubie Pachtakor Kurgonteppa łączył funkcje grającego trenera. Potem trenował Kołos Ługańsk, reprezentację towarzystw rolniczych Ukraińskiej SRR i SKA Kijów. Na początku 1987 został mianowany na stanowisko głównego trenera Zirki Kirowohrad, którą kierował do czerwca 1987 roku. Potem stał na czele Melioratora Kachowka. Od 12 września 1992 do 22 września 1993 prowadził Sirius Żółte Wody.

## Sukcesy i odznaczenia

### Sukcesy trenerskie
Sirius Żółte Wody
- mistrz 4 grupy Mistrzostw Ukraińskiej SRR wśród amatorów: 1993